# 田中美真
田中 美真（たなか よしざね？）は江戸時代中期の佐渡奉行所地役人。佐渡田中家9代。

## 経歴
寛保元年（1741年）部屋住みより御役所見習となり、5人扶持を受けた。寛延2年（1749年）父田中千也の跡を継ぎ、諸帳面手形改役となった。宝暦元年（1751年）目付役となり、宝暦2年（1752年）土地を拝領した。
明和元年（1764年）山方役となり、江戸上納金銀を宰領し、地方・銀山方勘定を仕上げ、6月江戸に勤務した。明和8年（1771年）再び江戸に勤務し、安永元年（1772年）8月帰郷した。
安永7年（1778年）沢根御番所定番役。天明4年（1784年）12月11日59歳で死去した。法名は化成院幡誉幢光美真居士。

## 遺稿
- 「佐渡開国基以来地頭並御奉行暦代等書付」[5]

## 親族
- 父：田中千也（元禄13年（1700年） - 寛延2年（1749年）5月11日）[1]
- 母：鶴子[2]（買石原田孫兵衛娘[1]、元禄13年（1700年） - 天明3年（1783年）8月4日[2]）
- 妻：いち（石井英純娘[6]、享保16年（1731年） - 寛政6年（1794年）11月3日[7]）
- 子：田中美矩（宝暦4年（1754年） - 文化9年（1812年）3月6日[8]）

子供は早逝者を含めて8人いた。